# 鹃林脆蒴报春
鹃林脆蒴报春（学名：Primula whitei）为报春花科报春花属下的一个种。

## 扩展阅读
- 維基物種上的相關：鹃林脆蒴报春